# Tachychlora silena
Tachychlora silena är en fjärilsart som beskrevs av William Schaus 1901. Tachychlora silena ingår i släktet Tachychlora och familjen mätare. Inga underarter finns listade i Catalogue of Life.